# Ian Parovel
Ian Parovel, né le 15 janvier 1983 à Metz, est un artiste, directeur artistique, réalisateur, game designer, scénariste, et designer français vivant à Saint-Germain-en-Laye.
Il est notamment connu en tant que créateur et scénariste de la série télévisée animée en 3D à succès Les Podcats et de la collection de jeux Legends Of Luma.
C'est lors de la cérémonie des As d'or Jeu de l'année 2015 qu'il se fait remarquer dans le milieu de l'édition de jeux de société en étant félicité publiquement par les différents lauréats à plusieurs reprises.

## Biographie
C'est lors de son enfance que son grand-père maternel et son oncle l'initient au montage vidéo en le formant aux outils vidéo et au tournage super 8. Plus tardivement, c'est en 1995, en découvrant la demoscene Amiga qu'il s'intéressera plus particulièrement à l'animation de synthèse, en s'initiant à Lightwave.
Après un parcours en commerce, Ian Parovel poursuit des études littéraires en section audiovisuelle, notamment au Lycom du Technopôle de Metz, qu'il abandonnera en dernière année au profit d'une activité en plein essor : le Vjing. 
Fasciné par les émissions télévisuelles traitant des images virtuelles comme Micro Kid's Multimédia mettant en scène un personnage virtuel, le festival Imagina et les premiers courts-métrages du studio Pixar, il décide de se consacrer entièrement à la création d'images de synthèse et d'animations.
C'est également pendant ces années qu'il apprend en autodidacte la plupart des suites logicielles graphiques de l'époque, ainsi que le demomaking.
En 2007 il est repéré par Eric Chevalier, réalisateur de l'émission Micro Kid's qui lui propose de rejoindre le studio d'animation Okidoki afin de créer une nouvelle série animée, Les Podcats, sur laquelle il travaillera pendant près de 5 ans.
Depuis le succès de la série, il est régulièrement sollicité par les studios de jeux vidéo (Ubisoft) et de jeux de société (Ludonaute, Asmodee) en plus de son activité de directeur artistique pour d'autres studios (Disney Television, EuropaCorp).
En 2017 il crée avec les Ludonautes une série de jeux de société au format inédit puisque épisodique et linéaire baptisée le serial games : Les Legends Of Luma
.
En 2020 il rejoint officiellement le site Board Game Arena pour lequel il avait effectué différentes missions depuis 2016, dont la refonte de la charte graphique et du logo. Il prendra dès lors en charge la partie UX de la plateforme qui atteint les 5 millions d'utilisateurs en Décembre 2020.
En 2024, grâce à sa collaboration sur "Les Clés Magiques" de l'éditeur Happy Baobab, ils remportent le prix du jeu de l'année pour enfants (Kinder Spiel Des Jahres), une première pour un éditeur asiatique.
Auteur de jeux et de livres, il donne également des conférences sur le lien entre le design, les interfaces et le jeu.

## Filmographie
- 2001 : Dream, court-métrage conceptuel : Réalisateur / Animateur
- 2005 : Aldebert, court-métrage d'animation 3D : Réalisateur / Scénariste / Animateur
- 2007 : La couleur des anges, court-métrage d'animation en stop-motion : Réalisateur / Scénariste / Animateur
- 2008-2009 : Les Badabops, Série TV d'animation, Disney Television Network : Compositing/FX
- 2009-2011 : Les Podcats Saison 1, Série TV d'animation 3D, France Télévision : Créateur, Auteur, Scénariste, Directeur artistique
- 2011-2013 : Les Podcats Saison 2, Série TV d'animation 3D, France Télévision : Créateur, Directeur artistique
- 2010 : Dress me up - Fashion Week 1ère édition, Publicité : Réalisateur
- 2010 : 8 to 9, court-métrage : Scénariste, Réalisateur
- 2011 : Buzz Me i'm Fashion - Fashion Week 2ème édition, Publicité : Réalisateur
- 2011 : Lights in the city - Fashion Week 3ème édition, Publicité en light-painting : Réalisateur
- 2011 : WhyTivi, habillage de la chaîne : Réalisateur
- 2013 : 300 000 kilomètres/seconde, court-métrage : Compositing/VFX
- 2014 : Detective Academy, Publicité : Compositing/VFX
- 2014 : Colt Express, Publicité : Réalisateur
- 2016 : Ticket to Ride, Publicité : Réalisateur
- 2017 : Legends Of Luma, Publicité : Réalisateur

## Ludographie

### Designer Graphique
- GOSU, 2010, Moonster Games/Asmodee
- Fame Us, 2011, Moonster Games/Asmodee
- Hattari, 2011, Moonster Games
- GOSU : Kamakor, 2011, Moonster Games/Asmodee
- GOSU 2 : Tactics, 2012, Moonster Games
- Streams, 2012, Moonster Games/Asmodee
- Texas Zombies, 2012, Moonster Games/Asmodee
- Minivilles (aka Machi Koro), 2013, Moonster Games/Asmodee
- Koryo, 2013, Moonster Games/Asmodee
- Choson, 2014, Moonster Games/Asmodee
- Colt Express, 2014, Ludonaute
- DEUS, 2014, Pearl Games
- Ryu, 2015, Moonster Games Asia
- Intrigues, 2016, Igiari
- DEUS : Egypt, 2016, Pearl games
- Oh Capitaine ! - Legends Of Luma, 2017, Ludonaute
- Nomads - Legends Of Luma, 2017, Ludonaute

### Directeur Artistique
- Minivilles (aka Machi Koro), 2013, Moonster Games/Asmodee
- DEUS, 2014, Pearl Games
- Le Petit Prince : Voyage vers les étoiles, 2014, Ludonaute
- Touch Down!, 2017, Happy Baobab
- Oh Capitaine ! -Legends Of Luma, 2017, Ludonaute
- Nomads -Legends Of Luma, 2017, Ludonaute
- Last Heroes, 2017, Ludonaute
- Crazy Eggz, 2018, Happy Baobab
- C.I.V, 2017, Ludonaute
- Edamame, 2018, Happy Baobab
- Tonton, 2018, Happy Baobab
- Atlandice, 2018, Ludonaute
- Little Dragons, 2019, Happy Baobab
- Gone Fishing, 2019, Happy Baobab
- 1, 2, 3, Good night, 2019, Happy Baobab
- Dekalko, 2019, Happy Baobab
- Fire in the hole, 2020, Happy Baobab
- Alien Express, 2020, Happy Baobab
- Lili the Ladybug, 2020, Happy Baobab
- Dinos Rigolos, 2020, Happy Baobab
- Magic Tree, 2020, Happy Baobab
- Dali le Renard, 2020, Happy Baobab
- Loco Lama, 2021, Happy Baobab
- Rondins des bois, 2021, Happy Baobab
- Rainbow 7, 2022, Ghost Dogs
- Magic Keys, 2022, Happy Baobab / Game Factory
- Justin Genious puzzle series, 2023, Happy Baobab
- Duke, 2024, Oka Luda
- FITS, 2024, Happy Baobab
- La Habana, 2024, Igiari
- Quintet, 2024, Happy Baobab

### Game designer
- A Table, 2009, Prix du jury Ugines
- Cadavres, 2010, Morten Publishing
- My Big World, 2014, avec Dave Choi, Happy Baobab
- My Big World : Korea, 2014, avec Dave Choi, Happy Baobab

### Jeux de rôle
- Mon voisin Frankenstein, 2002, format électronique
- Phalanx, 2005, format électronique

### Jeux vidéo
- Crazy Dog (mobile), 2007, Mighty Troglodytes
- Smash The Mole (mobile), 2007, Mighty Troglodytes
- Gob'nFrog (mobile), 2007, Mighty Troglodytes
- Lucky Luke: Outlaws (mobile), 2008, Mighty Troglodytes
- The Legend of Spyro: The Eternal Night (mobile), 2008, Mighty Troglodytes
- Les Podcats: Guitar Zéro (web), 2009, Okidoki Studio
- SearchMan (web), 2010, Okidoki Studio
- Wagaaa! (web), 2010, Okidoki Studio
- The Podcats Virtual Web Tour (web), 2011, Okidoki Studio
- Wargame : Red Dragoon (PC), 2014, Ubisoft / Eugen Systems

## Conférences
- Intuitivité & Ergonomie : Le facteur humain dans l’interface homme-machine, 2013, Open du Web, Paris
- Make The Logo Bigger : An how-to graphic design for games, 2017, Master Class of BoardGame Design, Séoul
- The First Impression : Shaping arts for board games, 2024, Board Game Con, Séoul COEX

## Récompenses
- 2006 : 1er Film d'animation Festival De Courts pour le court métrage d'animation Aldebert
- 2007 : Prix du jury Concours des créateurs d'Ugine[réf. souhaitée] pour son jeu A Table
- 2009 : International Design Award Best in Class International Design Award[14] pour la direction artistique de la série Les Podcats
- 2009 : W3 Gold Awards World Wide Web Award[15] pour l'innovation technologique du site web officiel de Les Podcats
- 2010 : Interactive Media Awards IMA[16] pour les jeux et le site dédié de la série animée Les Podcats
- 2010 : Prix Communication Junior Actukids[17] pour la campagne de communication sur Les Podcats
- 2012 : Nomination As d'or Jeu de l'année[18] nommé pour le jeu Fame Us
- 2014 : Nomination / As d'Or As d'or Jeu de l'année[19] nommé pour le jeu Koryo
- 2015 : Prix du Jeu de l'Année / As d'Or As d'or Jeu de l'année[20] pour les jeux Colt Express et nommé pour Minivilles
- 2015 : Spiel Des Jahres Award Spiel des Jahres[21] pour le jeu Colt Express
- 2024 : Kinder Spiel Des Jahres Award Spiel des Jahres[22] pour le jeu Les Clés Magiques